# Мещерский, Фёдор Васильевич
Князь Фёдор Васильевич Мещерский (8 [18] ноября 1698 — 14 [25] июля 1756, Санкт-Петербург) — генерал-поручик, сенатор, комендант Петропавловской крепости. Брат князя Бориса Мещерского.

## Биография
Родился 8 (18) ноября 1698 года. Сын помещика Бежецкой пятины статского советника князя Василия Алексеевича Мещерского и его жены, княгини Степаниды Назарьевны, дочери сенатора Назария Петровича Мельницкого.
20 февраля 1711 года был отдан в немецкую школу на Новгородском подворье в Москве (бывшую гимназию пастора Глюка) для совершенствования в немецком языке; 6 февраля 1715 года записан солдатом в лейб-гвардии Преображенский полк: каптенармус (1717), сержант (1719).
В 1720 году был переводчиком при русском посланнике в Швеции А. И. Румянцеве. В 1720—1724 годах неоднократно ездил в Швецию, выполняя различные дипломатические поручения. Был близок к кругу жившего в Санкт-Петербурге герцога Карла Фридриха Гольштейн-Готторпского. 21 июня 1723 года привёз известие о благоприятном для России решении риксдага присвоить герцогу Карлу Фридриху титул «королевское высочество». В связи с этим 27 июня 1723 года был указом Петра I без баллотирования произведён в фендрики. Вероятно, выступал посредником между герцогом и находившимися в Стокгольме членами голштинской партии. Берхгольц писал:
28 [июня]. Прибывший сюда с радостным для нас известием из Швеции и вчера произведенный в прапорщики здешней гвардии князь Мещерский был опять отправлен в Стокгольм с поручениями как от Его Высочества, так и от императора. Кроме денег на путевые издержки, он получил от нашего герцога ещё 30 червонцев.
Подпоручик (1725), поручик (1727). Был в числе офицеров лейб-гвардии Преображенского полка, подписавших обращенное к императрице Анне Иоанновне прошение о восприятии самодержавия, поданное князем И. Ю. Трубецким 25 февраля 1730 года. Капитан-поручик (1739); 18 августа 1740 года именным указом императрицы Анны произведён в капитаны.
После переворота 1741 года указом императрицы Елизаветы Петровны от 16.10.1742 года был с пропуском одного чина пожалован в бригадиры и назначен комендантом в Ригу. В начале февраля 1744 года вместе с вице-губернатором князем Владимиром Петровичем Долгоруковым принимал в Риге принцессу Софию Августу Фредерику Анхальт-Цербстскую (будущую Екатерину II) и её мать Иоганну Елизавету Гольштейн-Готторпскую, направлявшихся в Санкт-Петрбург для бракосочетания принцессы с великим князем Петром Фёдоровичем.
13 августа 1747 года, сразу после смерти генерал-лейтенанта Степана Лукича Игнатьева, был вызван императрицей Елизаветой Петровной, произведён в генерал-майоры и назначен обер-комендантом Санкт-Петербурга. При нём в Петропавловской крепости велись реставрационные и строительные работы под руководством М. А. Муравьёва, который в своих «Записках» с теплотой пишет о самом князе и о его семействе.
С 7 декабря 1748 года — сенатор и член Военной коллегии. Полковник Санкт-Петербургского полка. 25 декабря 1755 года получил чин генерал-поручика. Кавалер ордена Святой Анны.
В 1754 году имел во владении две тысячи сто душ мужского пола в разных уездах .
Умер в Санкт-Петербурге 14 (25) июля 1756 года. Похоронен на комендантском кладбище у стен Петропавловского собора.

## Награды
- Орден Святой Анны

## Адреса и владения
В 1735 году Ф. В. Мещерский на восемь лет стал владельцем дома в начале Моховой улицы в Санкт-Петербурге. Кроме комендантской квартиры в Петропавловской крепости он имел дом на Дворянской улице на Петербургской стороне, а также владел набережными и хлебными амбарами вдоль Малой Невки на Петербургском острове. После смерти Ф. В. Мещерского владения перешли его вдове, княгине Марфе Петровне Мещерской и их сыну, сержанту лейб-гвардии Измайловского полка (позднее — флигель-адъютанту) князю Юрию Фёдоровичу Мещерскому. В Москве Мещерским принадлежала территория на Большой Лубянке (нынешние дома № 11 и 13).

## Семья
Был женат дважды:

Первая жена (с 1718 года) — княжна Стефанида Юрьевна Щербатова (ум. 1731), дочь стольника князя Юрия Константиновича Щербатова. По сговорной записи (14 февраля) получил за ней в приданое полторы тысячи рублей и тысячу рублей на покупку вотчины. Похоронена в Алексеевском женском монастыре в Чертолье.
Дети:
- Елена, девица. Благоустроительница придела Избиения младенцев трапезной церкви Рождества Христова Новоиерусалимского монастыря[22].
- Марфа, девица.

Во второй половине 1780—х годов княжны Елена и Марфа Фёдоровны Мещерские владели в Москве домом в приходе Воскресения Христова, на Дмитровке (1 квартал, № 17).
- Мария (30.04.1723—10.10.1757)[24], замужем за Гавриилом Фёдоровичем Вишневским (1716—1752);
- Екатерина, замужем за Яковом Матвеевичем Олсуфьевым (1718— ?);
- Татьяна[25](декабрь 1730—20.04.1755, Оренбург)[26], замужем с 30 мая 1751 года[27] за Николаем Ивановичем Неплюевым (1731—1784).

Вторая жена — Марфа Петровна Вельяминова, дочь стольника Петра Борисовича Вельяминова. В первом браке (с января 1722) за Семеном Ивановичем Плещеевым.
 
В 1735 году вместе со вторым мужем, князем Федором Мещерским, находились под следствием по делу о лихоимстве её зятя, бывшего иркутского вице-губернатора Алексея Жолобова.
Дети:
- Прасковья (6.07.1735—13.05.1736)[20];
- Елизавета;
- Василий (1739— ?) — в 1747 записан в лейб-гвардии Семёновский полк, уволен в отставку в 1762 году в чине капитан-поручика[30].
- Юрий (1743—ноябрь 1787) — на службе с 1755 года[31]. Сержант лейб-гвардии Измайловского полка[32]. Флигель-адъютант[33]. Жалован из ротмистров в секунд-майоры 3-го кирасирского полка (1.01.1770); премьер-майор Пермского карабинерного полка (21.04.1771); подполковник Ростовского карабинерного полка (27.10.1775)[34]. Полковник[35]. В конце 1780-х годов владел в Москве домом в приходе Вознесения Господня, на Сретенке (4 квартал, № 361)[36]. Его жена — княжна Прасковья Платоновна Мещерская (ум. ноябрь 1787), дочь князя Платона Степановича Мещерского[37].
  - Анна (6.06.1787—27.02.1789) - похоронена в Новоиерусалимском монастыре[38][39].